# Broniec
Broniec (niem. Bronietz, 1936–1945 Wehrenfelde) – wieś w Polsce położona w województwie opolskim, w powiecie oleskim, w gminie Olesno.
W latach 1975–1998 miejscowość położona była w województwie częstochowskim.

## Nazwa
W alfabetycznym spisie miejscowości na terenie Śląska wydanym w 1830 roku we Wrocławiu przez Johanna Knie miejscowość występuje pod obecnie używaną, polską nazwą Broniec oraz nazwą zgermanizowaną Bronietz. Topograficzny słownik Prus z 1835 roku notuje wieś pod obecną, polską nazwą Broniec, a także niemiecką Bronietz.
Ze względu na polskie pochodzenie w 1936 roku hitlerowska administracja III Rzeszy przemianowały ją ze zgermanizowanej na nową, całkowicie niemiecką nazwę Wehrenfelde

## Osoby związane z Brońcem
- Edeltrauda Helios-Rybicka – polska inżynier-chemik, geochemik oraz wykładowca